# Isla Macauley
La  isla Macauley es una isla volcánica en las islas Kermadec de Nueva Zelanda, aproximadamente a mitad de camino entre la isla Norte de Nueva Zelanda y Tonga en el suroeste del océano Pacífico. Forma parte de un volcán submarino más grande que presenta una amplia caldera submarina de 10,5 x 7 km al noroeste de la isla Macauley. Dos islotes, la isla Haszard y la roca Newcome, se encuentran al este de la isla Macauley. La isla está rodeada en su mayor parte por altos acantilados que dificultan el acceso; las partes interiores son en su mayoría terrenos de suave pendiente cubiertos de helechos y hierba.
La isla se formó durante varios episodios volcánicos que produjeron principalmente rocas basálticas y corrientes de lava. Durante el Holoceno, una gran erupción explosiva produjo la tefra de Sandy Bay; esta erupción puede haber tenido un volumen superior a 100 km³ y la caldera de Macauley podría haberse formado durante ese evento. Posteriormente, la Formación Haszard configuró la mayor parte de la superficie actual de la isla Macauley. Durante el siglo XIX se produjeron dos erupciones inciertas frente a la costa de la isla Macauley; un sistema de respiradero hidrotermal está activo en el cono Macauley de la caldera.
La isla Macauley es un importante lugar de cría para numerosas aves marinas, que vienen a tierra sólo para reproducirse. Aunque la isla está deshabitada, los polinesios y durante el siglo XIX los balleneros introdujeron cabras, cerdos y ratas que dañaron el ecosistema de la isla. Durante los siglos XX y XXI, estas especies invasoras fueron erradicadas en gran medida, lo que llevó a la recuperación de la vegetación anterior. La isla forma parte de una zona protegida.

## Geografía y geomorfología
La isla de Macauley se encuentra en las islas Kermadec, 68 millas (109,4 km) al sur-suroeste de la isla Raoul y aproximadamente a medio camino entre Tonga y Nueva Zelanda. La isla Cheeseman y la isla Curtis se encuentran al sur-suroeste de la isla Macauley, y Havre y L'Esperance Rock están aún más al sur; juntos estas islas forman el grupo sur de las islas Kermadec, de las cuales la isla Macauley es la más grande. En buenas condiciones, la isla Raoul puede verse desde la isla Macauley. Situada dentro de la zona económica exclusiva de Nueva Zelanda, las islas están desde 1990 dentro de la Reserva Marina de las Islas Kermadec y la Zona Bentónica Protegida de Kermadec administrada por el Departamento de Conservación de Nueva Zelanda. Las islas están, a excepción de la estación meteorológica de la isla Raoul, deshabitadas.
El volcán se eleva desde una profundidad de 1700 m donde tiene 23-30 km de ancho; es alargado en dirección este-sureste y presenta una caldera submarina al noroeste de la isla Macauley de 10. 5 x 7 km de ancho. El fondo de la caldera se encuentra a 1100 m de profundidad y su borde a 600 m. La caldera es alargada en dirección este-noreste y presenta lineamientos de tendencia norte-noreste que se extienden hasta la isla Macauley. Bloques desordenados, presumiblemente procedentes de deslizamientos de tierra o depresiones, cubren las partes de la caldera adyacentes a la isla Macauley, y hay evidencias de colapsos en el margen occidental de la caldera. Una falla corre dentro de la caldera junto a su margen sureste. El suelo de la caldera está cubierto de piedra pómez, y se producen gruesos depósitos de piedra pómez en los flancos del volcán Macauley.
Al norte-noroeste de la caldera se encuentra una estructura de 9 km de longitud llamada cúpula de Lloyd{ o cresta de Curtis; está coronada por un lineamiento de conos que se elevan a 80 m por debajo del nivel del mar. 300 m de alto y 700 m de ancho El cono Macauley está situado en el margen sureste de la caldera y se eleva a 250 m de profundidad. Está coronada por un cráter de 80 m de ancho y 45 m de profundidad{ con un suelo cubierto de ceniza y azufre, mientras que sus laderas están cubiertas de taludes. Se han identificado respiraderos parasitarios y estructuras en el borde de la caldera y en las laderas submarinas del volcán de la isla Macauley durante el análisis batimétrico, algunos son la fuente de flujos de lava que se extienden hacia la caldera y por los flancos.
El fondo marino de las laderas del volcán Macauley está cubierto de arena, roca, brecha y tapete bacteriano. "Ondas de sedimentos" de hasta 1 km de largo y 100 m de ancho se producen en las laderas submarinas y se extienden a más de 55 km del volcán. Estas ondas parecen haberse formado en parte durante colapso del sectors y en parte durante flujos de densidad desencadenados por las erupciones; el tamaño de estas últimas ondas puede ser indicativo del gran tamaño de las erupciones. Las laderas submarinas están diseccionadas por cañones y canales. El volumen total del volcán es de unos 269 km³, de los cuales menos del cinco por ciento son emergentes.

### Isla Macauley
Partes del volcán emergen sobre el nivel del mar, formando la isla Macauley, la isla Haszard y la roca Newcombe. Juntas tienen una superficie de unos 3 km², lo que la convierte en la segunda isla más grande de las islas Kermadec. La isla de Macauley también se conocía como la isla verde.
La isla Macauley tiene una anchura aproximada de 1,3 millas (2,1 km) y una forma entre circular y rectangular y se eleva desde una altura media de unos 100 m hasta el monte Haszard, de 238 m de altura, en la parte norte de la isla. Vista desde el norte, la isla tiene forma de cuña, mientras que tiene una forma más redondeada cuando se ve desde el este.
La isla tiene una superficie de 306 hectáreas (3,1 km²). La mayor parte de la isla es una meseta suavemente inclinada, cortada por barrancos y cañadas que son la única forma de llegar al interior de la isla. El más profundo de estos barrancos es 45 m el Gran Cañón en el lado oriental de la isla de Macauley; hay pruebas de que los barrancos se han hecho más profundos en tiempos históricos. El flujo de agua sólo se produce después de las lluvias. La isla es geológicamente inestable, con playas y formas del terreno que se desplazan con frecuencia debido a la erosión durante las lluvias y los ciclones tropicales, pero también debido a los terremotos. Se estableció un depósito de náufragos en el lado noreste de Macauley Island en 1888.
Acantilados de más de 200 pies (61,0 m) rodean la mayor parte de la isla de Macauley y sólo permiten desembarcar en Sandy Bay, una 150 yardas (137,2 m) larga playa. En algunos lugares hay playa de cantos rodados, grava y arena, mientras que en otros hay pendientes rocosas empinadas a profundidades submareales con grietas, cuevas y salientes. En su extremo noroeste al oeste del monte Haszard, el escarpado acantilado perpendicular cae en la parte sur de la caldera. La estructura del volcán en escudo con colada de lava, tefra y dos cráteres volcánicos afloran en el acantilado. Al sur y al suroeste del monte Haszard hay otros dos cráteres conocidos como Haszard Crater y Macauley Crater.
La isla Haszard se encuentra 250 yardas (0,2 km) al este de la isla Macauley, junto a Sandy Bay. Su nombre deriva de Henry Douglas Morpeth Haszard (al principio se llamaba Isla de las Cucarachas), y, al igual que el del monte Haszard, suele escribirse como Hazard. Tiene una superficie de unos 8 acres (0 km²) y está totalmente rodeado de acantilados, lo que dificulta el acceso. La roca Newcombe -también conocida como Haszardette- se encuentra al noreste de la isla Haszard y puede formar parte del mismo edificio, separado del de la isla Macauley. Otras tres rocas emergentes se encuentran al noreste y suroeste de la isla Haszard y al sur de la isla Macauley, y una roca poco profunda llamada Mac Donald se encuentra, al parecer, a pocos kilómetros del monte Haszard.

## Geología
En el Pacífico Sudoccidental, la placa del Pacífico subduce bajo la placa australiana y un conjunto de microplacas en la fosa 2550 km de longitud y de profundidad máxima 10 800 m Kermadec Trench. Esta subducción ha dado lugar a la Arco volcánico Tonga-Kermadec, que se subdivide a 25. 6° de latitud (donde la cadena de montes submarinos de Louisville subduce en la fosa) en el norte de Tonga y el sur del arco Kermadec. En el arco de Kermadec, la subducción avanza a un ritmo de 50-70 mm/año en/año.
El arco de Kermadec está formado principalmente por 33 volcán submarinos y calderas y se extiende desde Isla Blanca junto a Nueva Zelanda hasta la Isla Raoul; la mayoría de estos volcanes, sin embargo, son submarinos. Los volcanes están formados principalmente por magmas basálticos y andesíticos. y se alinean en una zona 40 km de ancho al oeste de la fosa. Los volcanes están situados 15-25 km al oeste de la dorsal, excepto las islas Macauley, Raoul y Curtis que están en ella, y se levantan sobre una corteza oceánica de edad Eoceno. El vulcanismo comenzó en el Plioceno y se ha producido en la ubicación actual de la Dorsal de Tonga-Kermadec durante aproximadamente un millón de años. Muchos de los volcanes fueron descubiertos mediante batimetría, y cerca del 80% muestran actividad hidrotermal. Debido a su ubicación principalmente submarina, el vulcanismo en el arco de Kermadec es poco conocido.
Las Islas Kermadec son la parte emergente del arco de Kermadec, y la mayor parte de la dorsal se encuentra a más de 500 m de profundidad. Las islas suelen encontrarse en crestas perpendiculares a la cresta principal, lo que implica que los lineamientos locales controlan la posición de los volcanes; están separadas entre sí por profundidades de agua de más de 900 m. 24 km al oeste-noroeste de la isla Macauley se encuentra Giggenbach, un volcán submarino, y aún más al oeste se encuentra la depresión de Havre. Esta depresión separa la microplaca de Kermadec de la placa australiana y, junto con la cuenca de Lau, comenzó a formarse mediante la extensión de la corteza hace 6 millones de años; los lineamientos de la caldera de Macauley parecen coincidir con los de la depresión de Havre. El sistema Kermadec-Havre se considera un arquetipo de sistema backarc-arco volcánico.

### Composición
La mayoría de las rocas de la isla Macauley tienen una composición basáltica, que definen una serie magmática rica en alúmina toleítica con contenidos intermedios de potasio. Las rocas contienen olivino y piroxeno fenocristales con raros cristales, y la tefra de Sandy Bay contiene augita, hiperesteno, ilmenita, magnetita y plagioclasa. Hay un único caso de dacita y riolita en la tefra de Sandy Bay, y pruebas de erupciones félsicas anteriores; con la excepción de que las rocas de la isla Macauley tienen una composición en gran medida uniforme. Los procesos de mezcla de magma parecen haber ocurrido antes de la erupción de la tefra de Sandy Bay.
El gabro y los basaltos con diferentes composiciones se presentan como xenolitos y se asemejan a las rocas de Raoul Island. La alteración química ha dado lugar a yeso, hematita, caolinita, montmorillonita, natroalunita y tridimita. Las rocas alteradas tienen colores rosados y rojos y hay ocurrencias de palagonita. La hialoclastita se encuentra en el mar a poca profundidad y se han dragado costras de ferromanganeso de los flancos submarinos de la isla Macauley.
Se cree que el volcán está formado principalmente por rocas basálticas. La aparición de rocas félsicas en la isla Macauley y en otros lugares del arco volcánico Tonga-Kermadec es inesperado. Para explicar el volcanismo félsico del arco de Kermadec se han invocado procesos en los que el magma que asciende a la corteza inferior la calienta hasta que se funde (anatexis) y se deshidrata. En cambio, un origen a través de cristalización fraccionada de magmas basálticos es poco probable por varias razones. La extensión del backarc en la Fosa de Havre, donde los lineamientos tectónicos coinciden con la tendencia de la caldera de Macauley y de la caldera de Denham en la isla de Raoul, también puede haber influido en la actividad explosiva de ambas calderas.

## Clima y condiciones oceánicas
El clima de la isla de Macauley se asemeja al de la isla de Raoul, donde las temperaturas oscilan entre 12−25 °C y caen unas 60 pulgadas (1524,0 mm) precipitaciones al año. En verano, los vientos soplan del este y del sureste y el resto del año del noroeste. La duración media del sol al año es de unas 2100 horas.
Las islas Kermadec están ampliamente expuestas a Oleaje oceánico procedente de todas las direcciones. Los regímenes de corrientes oceánicas en esta zona del océano Pacífico son poco conocidos y parecen ser estacionales, con corrientes del norte durante el verano y del sureste el resto del año. La temperatura de la superficie del mar en la isla de Raoul, al norte, oscila entre 16−26 °C y la del peñón de L'Esperance, al sur, entre 14−26 °C, por lo que se consideran demasiado frías para ser tropicales. Las aguas son saladas y claras.

## Ecosistema
La mayor parte de la isla está cubierta por beadfern y sedgeland, los árboles son raros. Existen varias asociaciones de vegetación, como césped a lo largo de las costas, líquenes y musgos en los acantilados del noroeste, sedgelands en su mayoría en la periferia de la isla, arbustoss en varios sitios y dwarf ngaio y bosques de Homalanthus. [Las plantas amantes de la humedad se encuentran en los cañones y barrancos. En 2008 se registraron 68 especies de plantas en la isla Macauley, y hay briófitos, líquenes, licófitos, pteridofitos, algas y espermatofitos. En 2015 se registró un hongo, la concha de artista. Se han producido cambios históricos en la vegetación debido a la introducción y erradicación del ganado porcino y caprino y una propagación de helechos que puede deberse a cambios climáticos.
La isla de Macauley tiene la mayor población de aves marinas de Nueva Zelanda. Las aves marinas viven en el mar y vienen a tierra sólo para reproducirse; las aves que se encuentran criando en la isla de Macauley incluyen noddies negros, petrel de alas negras, noddies grises, periquitos de Kermadec, petrel de Kermadec, pardela pequeña, piqueros enmascarados, pájaro tropical de cola roja, charrán de hollín, pardela de cola en cuña, petrel de vientre blanco y petrel de nuca blanca. De ellos, el perico de Kermadec es la única ave terrestre de la isla de Macauley. Las catastróficas erupciones volcánicas que periódicamente arrasan con los animales pueden ser la causa de que la isla Macauley y otras islas Kermadec carezcan de aves endémicas. En 1988 se registraron 5,2 millones de aves reproductoras. Anidan principalmente en los sedgelands y en los acantilados, y tanto Macauley como la isla Haszard están muy pobladas por aves marinas que anidan. Las aves pueden volar desde las colonias de la isla Macauley a islas más al oeste, como Balls Pyramid y Lord Howe Island.
Entre los invertebrados registrados en las islas se encuentran hormigas, escarabajos, mariposas, ciempiés, grillos, moscas, polillas, ortópteros, caracoles y arañas aunque no se registraron ciempiés en 2011 y tampoco milpiés ni lombrices.

### Organismos marinos
A diferencia de la fauna terrestre, la flora y fauna marina de las islas Kermadec es mayoritariamente tropical y subtropical. Se parece más a la de la isla de Lord Howe que a la de Nueva Zelanda y hay construcción de arrecifes corals. Se ha informado de la existencia de arrecifes en cantos rodados y rocas a profundidades de más de 7 m.{{sfn|Brook|1999|p=441} Estos arrecifes están dominados por algase y los corales propiamente dichos cubren menos del uno por ciento del suelo; no hay arrecifes de corals propiamente dichos en la isla Macauley { presumiblemente debido a que las temperaturas del agua son sólo marginalmente adecuadas, como se ha observado en otros sitios subtropicales. Algas espinosas se dan en la isla Macauley, la presencia más septentrional de esta especie.
Squids, tiburónes, delfínes y estrella de mar corona de espinas aparecen en la isla Macauley. Otros taxones animales incluyen ascidiass, bivalvoss, peces óseos, peces cartilaginosos, cangrejoss, crinoids, equinoides, anguilas, gasterópodos, cangrejo ermitaños, hidrozoos, nudibranquios, ofiuroides, policélido, poríferos, anémona de mars, pluma de mar, estrella de mars, coral blandos, coral pétreos, gusano tubulars y tunicados. La densidad de animales es mayor en las zonas de ventilación hidrotermal. Se han identificado unos 105 taxones de moluscos y numerosas especies de briozoos en el mar circundante. Las especies descubiertas en la isla Macauley y otros volcanes de Kermadec son los cangrejos Gandalfus puia (isla Macauley y volcanes submarinos más al sur) y Xenograpsus ngatama (isla Macauley y volcán Hermanos), el crustáceo Munidopsis maunga (caldera de Macauley), y el mejillón Vulcanidas isolatus (en la isla Macauley y el volcán Giggenbach).

### Actividad humana e impacto ecológico
La rata polinesia fue presumiblemente introducida por los polinesios, mientras que las cabras y los cerdos fueron introducidos presumiblemente por los [[balleneros|de Lange|2015|p=209}} en el siglo XIX, probablemente como alimento de emergencia para los náufragos; los balleneros también quemaron los arbustos de la isla. En 1789 se informó de que la isla estaba muy poblada por ratas y ratones. Aunque no fue tan grave como en la isla de Raoul, estos animales introducidoss alteraron el ecosistema de la isla, depredando las aves y confinando muchas especies de plantas en acantilados inaccesibles; podrían ser responsables de la ausencia de varias aves conocidas de la isla Raoul en la isla Macauley{ y de los cambios en la vegetación de la isla Macauley entre las visitas humanas durante el siglo XX. Además, las plantas pueden haber sido importadas por visitantes posteriores o por aves y se informa con frecuencia de restos flotantes/desechos marinos que llegan desde Nueva Zelanda.
A finales del siglo XX, se han realizado esfuerzos para erradicar las especies introducidas en las islas Kermadec. Los cerdos se habían extinguido en 1910 y las cabras fueron eliminadas en la década de 1960 por el New Zealand Wildlife Service; se mataron unas 3200 cabras en esa ocasión. Tras un retraso inicial debido a la preocupación de que los cebos tóxicos utilizados para la eliminación de las ratas pudieran afectar a las poblaciones de periquitos, en 2006 el Departamento de Conservación de Nueva Zelanda comenzó un esfuerzo para erradicar la rata polinesia. Este programa de erradicación fue probablemente exitoso, lo que condujo a la recuperación de una vegetación de helechos más diversa que puede estar todavía en curso a 2015 y podría conducir a una futura reducción de la presencia de helechos. Nunca se ha informado de la presencia de ratas y otros roedores en la isla de Haszard. Desde la creación de la Reserva Marina de las Islas Kermadec, algunas actividades como el vertido de aguas residuales, la pesca, la minería y el tendido de cables submarinos están prohibidas en torno a la isla Macauley.

## Historia de erupciones
La historia de la isla de Macauley es fácilmente reconocible desde los acantilados de su lado norte, donde aparecen cinco formaciones geológicass; de abajo a arriba son las lavas de North Cliff, la formación Boulder Beach, las lavas de anexión, la tefra de Sandy Bay y la formación Haszard. Una formación adicional, la Formación Gran Cañón, aflora en el este de la isla. Las capas de tefra que datan de 130 000, más de 40 000 años y 30 000 años de antigüedad identificadas en núcleos marinos alrededor de la isla de Macauley pueden tener su origen en las erupciones que allí se produjeron.
Las rocas se alejan del lado noroeste de la isla y todas las rocas parecen haber sido emplazadas por encima del nivel del mar; no hay evidencia de deformación orogénica aunque la presencia de flujos de lava subacuáticos indica que las erupciones recientes ocurrieron durante una época de bajo nivel del mar. Durante la época de bajo nivel del mar del último período glacial, una zona mucho mayor de la isla quedó expuesta sobre el nivel del mar.
Las pumitas extraídas de la isla de Macauley demuestran que se han formado mediante un proceso único ("erupción tángara"), en el que el magma en expansión forma una estructura similar a la espuma que se fragmenta en numerosos trozos esféricos. Estos trozos, al entrar en contacto con el agua, se solidifican en el exterior pero permanecen fundidos en el interior. Estos depósitos de piedra pómez son distintos de los depósitos de tefra de Sandy Bay y probablemente se formaron durante otras erupciones. La química y la densidad de las pómez de la isla Macauley indican una historia volcánica compleja.

### Actividad anterior a Sandy Bay
Las coladas de lava de North Cliff Lavas son la formación más antigua que aflora, y forman parte de un volcán en escudo con al menos un cráter. Se produjo poca erosión antes de que las erupciones freatomagmáticas emplazaran las tefras y lavas de la Formación Boulder Beach, presumiblemente después de que el agua hubiera entrado en el respiradero. [Los diques (geología)|Los diques]], la mayoría de los cuales están correlacionados con las lavas de anexión, están intruidos en la formación Boulder Beach.
Las lavas de anexión están muy extendidas en la isla Macauley y también se dan en la isla Haszard y en Newcombe Rock. [Las erupciones de tipo hawaiano de los respiraderos ubicados al noroeste de la actual isla Macauley produjeron flujos de lava con espesores medios de 1 m o menos intercalados con tefra marrón. Los diques alimentaron de lava a otros respiraderos, incluido el tapón volcánico de Newcombe Rock. La lava también se estancó en un cráter que aflora en Perpendicular Cliffs; la lava estancada que se interpretó originalmente como una intrusión volcánica. El volumen total de las lavas de anexión es de unos 1 km³, y alcanzan espesores totales de unos 115 m. Junto con la actividad volcánica, la actividad tectónica aumentó durante la etapa de las Lavas de Anexión, dando lugar a fallas normales y hundimientos; al final de la etapa quedó un cráter en la cumbre. En esta época, la isla Macauley pudo tener un diámetro de 4 m y una elevación máxima de 150 m.

### Erupción de Sandy Bay
La tefra de Sandy Bay entró en erupción hace 7200 o 6310 años durante la formación de la caldera de Macauley desde un respiradero submarino poco profundo cerca de la isla de Macauley, y lleva el nombre de Sandy Bay. Su volumen total es poco conocido, una estimación de 100 km³ inferida del volumen de la caldera haría de la erupción que dio lugar a la tefra de Sandy Bay una de las mayores erupciones volcánicas del Holoceno pero es posible que la caldera de Macauley se formara durante múltiples erupciones. Un chorro de erupción submarina abrió una brecha en la superficie del mar, produciendo al menos treinta episodios sucesivos de flujo piroclásticos, oleada piroclásticas y caída de tefra en la isla Macauley. Los productos de la erupción enterraron y a veces erosionaron los depósitos anteriores. Los flujos eran fríos, probablemente por la interacción con el agua del mar. Los flujos enterraron la vegetación scrubby de la isla Macauley, dejando restos de madera en las rocas.
La tefra de Sandy Bay tiene un llamativo color blanco, que contrasta con los colores oscuros del resto de la isla Macauley. Está formada por tefra dacítica, que forma depósitos estratificados que contienen lapilli, piedra pómez, arena y ceniza volcánica fina. El espesor total de la tefra de Sandy Bay oscila entre unos 100 m en el sur y 15 m en el norte, con evidencias de depósitos más gruesos en depresiones topográficas. Las rocas basálticasic y plutónicasic se encuentran incrustadas en las rocas de Sandy Bay y alcanzan tamaños de 1,5 m; indican que rocas más antiguas se integraron en el magma en erupción. El volumen total de la tefra de Sandy Bay en la isla de Macauley es de aproximadamente 0,1-0,2 km³ pero es probable que el volumen total de la tefra fuera considerablemente mayor. La erosión ha afectado a la tefra de Sandy Bay, dejando acantilados alrededor del islote Haszard.
La tefra de la erupción de Sandy Bay se ha identificado en núcleos de sedimentos tomados alrededor de la isla y formó crestas concéntricas en el flanco occidental del submarino Macauley. Es probable que la erupción produjera grandes cantidades de piedra pómez, que habrían sido transportadas por las corrientes oceánicas a otras islas del Pacífico Sudoccidental. El colapso de la caldera y los derrumbes de los flancos de la caldera quizás produjeron tsunamis que pueden haber golpeado la región de Bay of Plenty de Nueva Zelanda. La tefra de Sandy Bay es la única erupción félsica demostrada en el volcán Macauley; la presencia de obsidiana y piedra de brea en la tefra de Sandy Bay indica que hubo erupciones félsicas anteriores, pero se desconocen sus fechas.

### Formación Haszard
La Formación Haszard constituye la mayor parte de las rocas expuestas de la Isla Macauley. Incluye la toba Periquito, la escoria Haszard y la lava Cascada Miembros, que probablemente fueron producidos por el mismo episodio eruptivo. La 1 km³ La lava en cascada se produjo a partir de los cráteres del monte Haszard y de otros respiraderos; los flujos de lava alcanzan espesores de 1-2 m y su curso final estuvo fuertemente influenciado por la topografía. Las lavas fueron recubiertas por la escoria Haszard. La actividad freatomagmática submarina generó la Toba Periquito, que entró en erupción junto con la Escoria Haszard y está formada por lapilli y ceniza volcánica. Tanto la escoria de Haszard como la toba de Periquito incluyen bloques balseros con diámetros de 2 m.
Se cree que la toba Parakeet y la escoria Haszard se originaron en el sector sureste de la caldera, 0,75 km al noroeste de la isla Macauley. Su emplazamiento puede haber comenzado décadas o siglos después de la erupción de la tefra de Sandy Bay, durante la cual las lluvias erosionaron la tefra de Sandy Bay y formaron valles que posteriormente fueron rellenados por la formación Haszard. La erupción se centró en el cráter de las Lavas de Anexión y en los respiraderos de los flancos y alcanzó dimensiones sub-plinianas; el cráter acabó colapsando por debajo del nivel del mar, quizás durante el hundimiento del flanco sureste de la Caldera de Macauley, pero la erupción continuó como una erupción surtseyana. Varios pequeños cráteres freáticos en el sur de la isla Macauley probablemente se relacionan con la Formación Haszard, al igual que la Formación Gran Cañón formada en un lago formado por el represamiento de un valle en el extremo oriental de la isla.

### Erupciones históricas y actividad hidrotermal
La isla Macauley se considera un volcán inactivo. Una erupción supuestamente tuvo lugar en 1825 en una "Isla de Brimstone" 45 km al oeste de la isla Macauley, mientras que otra se registró el 1 de diciembre de 1887 al norte-noreste. Estas localizaciones pueden ser erróneas dada la ausencia de estructuras batimétricas que coincidan con su ubicación, pero pueden ser erupciones históricas del volcán de la isla Macauley. Hay informes anecdóticos de terremotos, y un débil olor a azufre fue reportado en los acantilados del norte, junto a las rocas más antiguas de la Isla Macauley.
La actividad hidrotermal se produce en el Cono Macauley submarino, donde los fluidos blancos y las burbujas ocasionales emanan de las rocas y de los respiraderos en forma de chimenea. El azufre elemental se produce alrededor de los respiraderos, que liberan aguas cálidas (112 °C) ácidas y ricas en minerales{ con una composición parecida a la salmuera e intensas plumas hidrotermales. Estas aguas pueden proceder de fluidos magmáticos y su proporción de isótopos de helio parecen variar entre las observaciones. La influencia de las emanaciones hidrotermales se extiende 7 km desde el volcán. Se sospecha que existen uno o dos puntos de ventilación adicionales en la caldera de Macauley. Hay pruebas de que un lago de azufre fundido llenó en su día el cráter del Cono Macauley y dejó depósitos de azufre con espesores superiores a 1 m.
Alrededor de los respiraderos hidrotermales se ha establecido una biota de respiraderos que consiste en mejillones: Vulcanidas isolatus a poca profundidad y Gigantidas gladius tanto a poca profundidad como a profundidad intermedia. Las estrellas de mar se alimentan de ellas, mientras que los cangrejos y las lenguas pastan en las paredes del cráter sulfuroso. La actividad hidrotermal se produce a poca profundidad, por lo que los fluidos pueden entrar en la zona fótica donde la productividad biológica es mayor.

## Historia
La isla de Macauley fue descubierta por primera vez el 30 de junio de 1788 por el Lady Penrhyn, pero es probable que los polinesios visitaran la isla durante los últimos 700 años a pesar de la falta de pruebas arqueológicas directas aparte de una obsidiana lasca lítica descubierta en 2015. escama descubierta en 2015. Es posible que hayan obtenido obsidiana de la isla. La isla Macauley y otras islas Kermadec forman parte del territorio de Nueva Zelanda desde el siglo XIX; los primeros exploradores preveían plantar árboles en la isla Macauley y utilizar las islas Kermadec como lugares de asentamiento desde Nueva Zelanda, y en 1957 se consideraron brevemente como posible campo de pruebas para el programa británico de armas nucleares. En 1990 se llevaron a cabo excavaciones arqueológicas.